# G1.9+0.3
G1.9+0.3 — остаток сверхновой в нашей Галактике, в созвездии Стрельца, на расстоянии около 25 000 световых лет от нас (экваториальные координаты: 17ч 48м 45с −27° 10′ 00″). Это наиболее молодой известный остаток галактической сверхновой и, соответственно, последняя (для земных наблюдателей) вспышка сверхновой в нашей Галактике. На Земле её взрыв можно было бы наблюдать около 1900 года (точнее, в 1899 году ± 9 лет — по последним оценкам, основанным на более тщательных измерениях скорости расширения и её постепенного уменьшения; первоначальные оценки относили момент вспышки примерно к 1870 году). Однако потенциальным наблюдениям тогда помешали газопылевые облака, наполняющие центр нашей Галактики. По оценке учёных, это снизило интенсивность видимого света, дошедшего от сверхновой до нас, примерно в триллион раз. Наблюдать остаток сверхновой в радио- и рентгеновском диапазонах ничто не мешает и сегодня. Наиболее вероятно, что она относилась к типу Ia.

## Характеристики
G1.9+0.3 находится на расстоянии около 25 000 световых лет от нас. Он расположен в созвездии Стрельца в центре Млечного Пути, и его невозможно наблюдать в видимом диапазоне. Скорость расширения остатка сверхновой является беспрецедентной — более 15 тысяч километров в секунду (это 5 % от скорости света). Радиус всего облака составляет 1,3 светового года.

## История изучения
G1.9+0.3 впервые был обнаружен в 1985 году как яркий радиоисточник, принадлежащий нашей Галактике. Открытие было совершено с помощью радиотелескопа VLA. В 2007 году объект наблюдала орбитальная обсерватория «Чандра», её снимки в рентгеновском диапазоне объединили со снимками в радиодиапазоне 1985 года. Разница в размерах G1.9+0.3 позволила астрономам вычислить дату, когда произошёл взрыв — на Земле его можно было бы наблюдать приблизительно в 1900 году. В 2008 наблюдения VLA подтвердили, что остаток сверхновой быстро расширяется, со скоростью до 56 миллионов километров в час.

## Изображения
Гал.долгота 1,8710° 

Гал.широта +0.3181° 

Расстояние 25 000 св. лет